# Ruth Roberta de Souza
Ruth Roberta de Souza (Três Lagoas, 3 de octubre de 1968 - Ibidem., 13 de abril de 2021) fue una jugadora brasileña de baloncesto que ocupaba la posición de alero.

## Carrera deportiva
Fue parte de la Selección femenina de baloncesto de Brasil con la que alcanzó la medalla de plata en los Juegos Panamericanos de 1987 realizados en Indianápolis y la medalla de oro en los Juegos Panamericanos de 1991 realizados en La Habana; ganó además la medalla de oro en el Campeonato Mundial de Baloncesto femenino en Australia 1994 y fue campeona del Campeonato Sudamericano de Baloncesto adulto realizado de Brasil en 1986 y 1993, Chile en 1989 y Colombia en 1991.
Falleció a los 52 años el 13 de abril de 2021 víctima de COVID-19.

## Estadísticas en competencias FIBA
| Año            | Competencia                                       | PPJ | RPJ | APJ |
| -------------- | ------------------------------------------------- | --- | --- | --- |
| 1998           | Campeonato Mundial de Baloncesto femenino         | 6.5 | 4.5 | 0.2 |
| 1992           | Torneo mundial clasificatorio para las olimpíadas | 3.1 | 0   | 0   |
| 1990           | Campeonato Mundial de Baloncesto femenino         | 2   | 0   | 0   |
| 1986           | Campeonato Mundial de Baloncesto femenino         | 2.6 | 0   | 0   |
| Promedio total | Promedio total                                    | 3.6 | 1.1 | 0   |
| Fuente: FIBA.  |                                                   |     |     |     |